# Wałerija Bondarenko
Wałerija Bondarenko, ukr. Валерія Бондаренко (ur. 20 czerwca 1982), ukraińska tenisistka, najstarsza spośród tercetu ukraińskich sióstr Bondarenko.
Wałerija jest mniej znana niż jej dwie młodsze siostry, Alona i Kateryna. Jak na razie, ma też w porównaniu z nimi mniejsze osiągnięcia.
Wałerija występowała głównie w turniejach rangi ITF, począwszy od września 1997 roku. W roku 2000 osiągnęła drugie rundy turniejów w Toruniu i Kędzierzynie-Koźlu, Bukareszcie oraz Odessie. W maju 2001 osiągnęła drugą rundę w Olecku. Przeciętne wyniki sprawiły, że dopiero w lutym 2003 wystartowała w pierwszych w karierze eliminacjach do turnieju zawodowego, a miało to miejsce w Hyderabad Open w mieście Hajdarabad. W maju 2004 doszła do ćwierćfinału w Olecku. Po raz ostatni wystąpiła w singlu w grudniu 2006 w Dubaju.
W turniejach gry podwójnej po raz pierwszy wystąpiła w 1996 roku. Po raz pierwszy wystąpiła ze swoją siostrą Aloną w 1999 roku w Hvarze, z Kateryną natomiast w 2001 roku w Szczecinie. Grała również z Natalią Bondarenko, tenisistką ukraińską, niespokrewnioną z siostrami. Z Aloną wygrała pierwszy juniorski turniej deblowy w Kędzierzynie-Koźlu, niecały miesiąc później wygrała również w Stambule z zupełnie inną partnerką. Z Kateryną doszła do finału w Olecku w 2001, następnie była w finale z Aloną w Kędzierzynie. W 2002 wygrała w Kędzierzynie, Koksijde i Westende (finał). Przez kilka kolejnych lat jeszcze kilkakrotnie odnosiła deblowe zwycięstwa. W grudniu w Dubaju doszła do finału z siostrą Kateryną. Po tym turnieju nie wystąpiła już na światowych kortach, podejmując decyzję o zawieszeniu kariery.